# Hybosida scabra
Hybosida scabra is een spinnensoort uit de familie Palpimanidae. De soort komt voor in het oosten van Afrika.